# Château de Hünegg
Le château de Hünegg est un château du XIXe siècle situé sur le territoire de la commune bernoise de Hilterfingen, au bord du lac de Thoune, en Suisse. Le château est entouré d'un parc aux arbres remarquables.

## Histoire

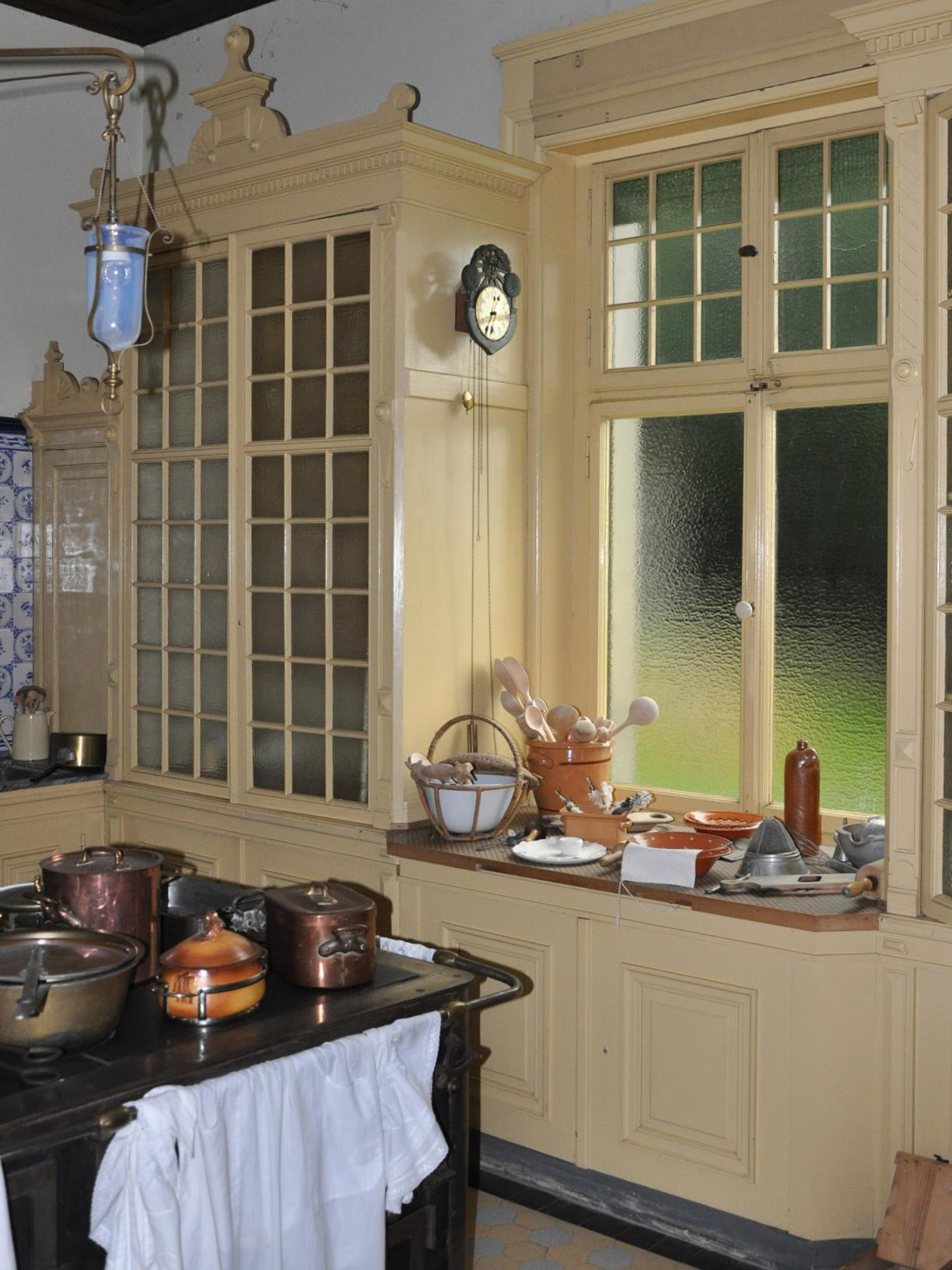
Cuisine du château de Hünegg en état original

Le château Hünegg est construit en 1861-1863 pour le baron prussien Otto von Albert Emil Parpart, qui n'en profitera que quelques années, jusqu'à sa mort en 1869. Son neveu en hérita en 1883, vendit la collection d'art et, en 1893, vendit le château au juge commercial berlinois Karl Lehmann. Six ans plus tard, ce dernier revendit le château à un architecte de Wiesbaden, Gustav Lemke-Schuckert, qui rénova l'intérieur en 1900 dans le style art nouveau. Le château est resté dans des mains privées jusqu'en 1958, année où le canton de Berne l’a acheté.
Le château abrite aujourd'hui un musée style néo-renaissance et un intérieur art nouveau. Il est inscrit comme bien culturel d'importance nationale dans le canton de Berne.

## Expositions spéciales
Le château ainsi que le parc du château sont disponibles pour des expositions temporaires.
Par exemple, de 2012 à 2014, de mai à octobre a eu lieu une exposition temporaire des chemins de fer de montagne. En 2014, cette exposition, incluant des objets prêts par quelque 130 personnes et 30 entreprises, a donné un aperçu des funiculaires, téléphériques, télésièges et des chemins de fer de montagne à traction adhérente ou par crémaillère,. Les objets prêtés incluent plusieurs objets originaux, environ 200 modèles réduits, plus de 500 photos, plus de 100 documents ainsi que 10 présentations vidéo.

## Sources

### Films
- Radio Télévision Suisse (RTS), émission du 25. mai 2013: Schloss Hünegg: Warum hat der Baron eine Seilbahn im Salon?